# فرانس پوشکاش
فرانس پوشکاش یا فِرِنتس پوشکاش (مجاری: Puskás Ferenc؛ زادهٔ ۱ آوریل ۱۹۲۷ – درگذشتهٔ ۱۷ نوامبر ۲۰۰۶) بازیکن و مربی فوتبال اهل مجارستان بود. فدراسیون بین‌المللی تاریخ و آمار فوتبال او را به عنوان بهترین گلزن قرن بیستم انتخاب کرده است. او همچنین از طرف مجله ورلد ساکر، به عنوان یکی از بزرگ‌ترین بازیکنان تاریخ فوتبال، انتخاب شده است. نام وی در فهرست فیفا ۱۰۰ توسط پله گنجانده شده است.

## آغاز
پدر پوشکاش، بازیکن حرفه‌ای فوتبال و مربی باشگاه کیش‌پشت بود و علاقه‌مندی به فوتبال را به فرزندش نیز منتقل نمود. پوشکاش در سن ۱۶ سالگی به این باشگاه پیوست و در جایگاه مهاجم به بازی پرداخت. دو سال پس از آن پوشکاش اولین بازی ملی‌اش را روز ۲۰ اوت ۱۹۴۵ برابر اتریش برگزار و با به ثمر رساندن یک گل نقش مؤثری در پیروزی ۵ بر ۲ بر اتریش ایفا کرد.
در سال ۱۹۴۹ وزارت دفاع مجارستان، سرپرستی و حمایت از باشگاه کیش‌پشت را به عهده گرفت و از آن به بعد، نام این تیم به هونوِد تغییر پیدا کرد و در گروه با توجه به درجهٔ نظامی اش به او لقب سرگرد تیزرو (galloping major) دادند. در باشگاه هونوِد در بین سالهای ‎۱۹۴۹–۱۹۵۵ او توانست پنج عنوان قهرمانی کسب کند و در سال ۱۹۴۸ او گلزن برتر اروپا بود. در تاریخ فوتبال به ویژه او را با توانایی در مهار توپ، چابکی و قدرتی که می‌توانست در زمین بازی کند می‌شناسند. پوشکاش با تسیبور، کوچیش، بوژیک، هیدگ‌کوتی و سایر بازیکنان، تیمی شکست‌ناپذیر به نام تیم طلایی تشکیل داده‌بودند. بین سالهای ‎۱۹۵۰–۱۹۵۶ آنها موفق شدند در بازی‌های ملی و رسمی با ۴۳ برد، ۷ تساوی و ۱ باخت پیروزی برجسته‌ای را در دیدارهای ملی به خود اختصاص دهند. در مجموع در ۸۴ بازی ملی، پوشکاش توانست ۸۳گل به ثمر رساند.

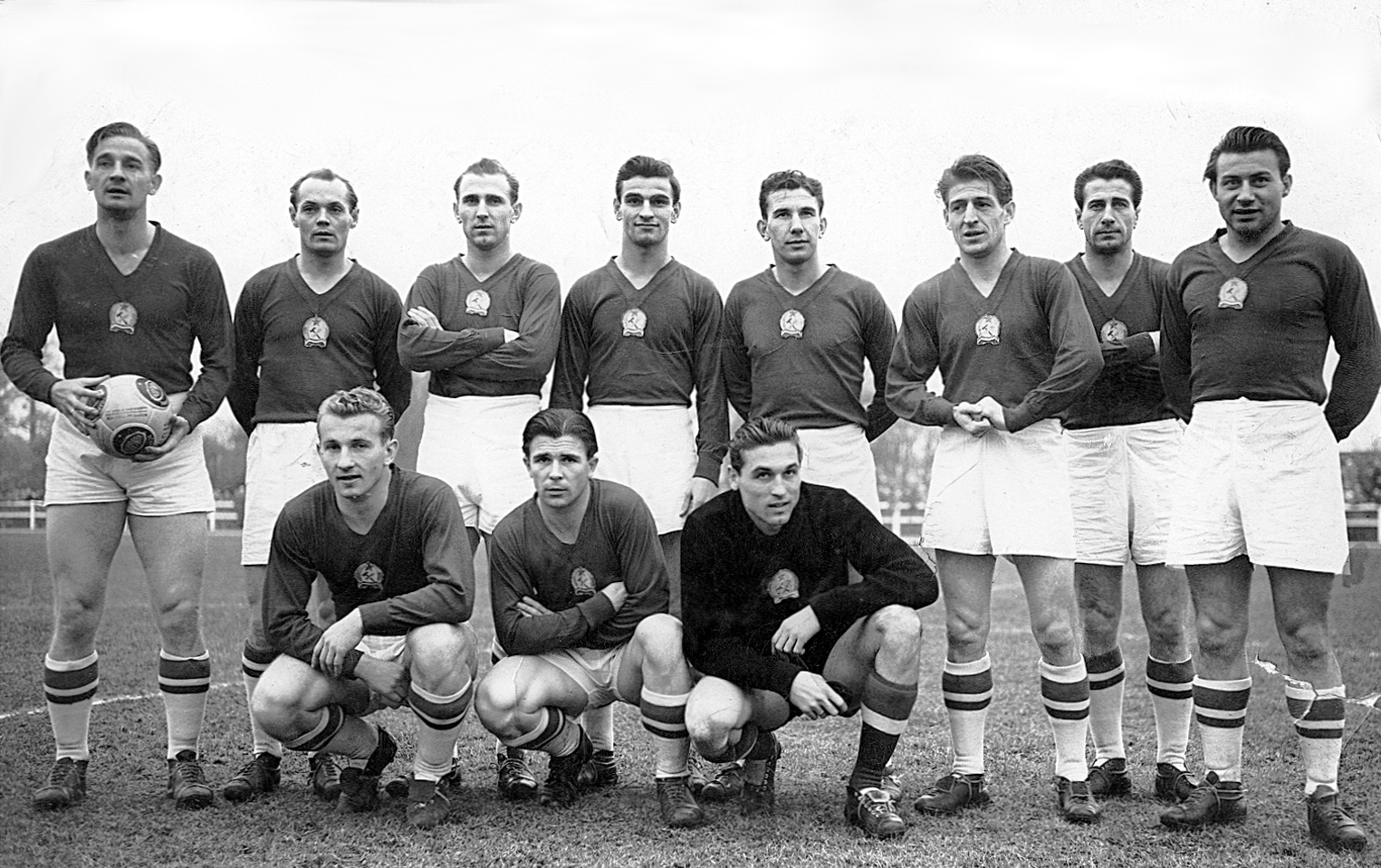
تیم طلایی در ۱۹۵۳ از راست ردیف جلو: دْیولا گروشیچ، فرنتس پوشکاش، و میهای لانتوش؛ ردیف پشت: لاسلو بودای، یوژف بوژیک، زولتان تسیبور، یوژف زاکاریاش، شاندور کوچیش، ناندور هیدگ‌کوتی، ینو بوزانسکی، و دیولا لورانت

## حضور بین‌المللی

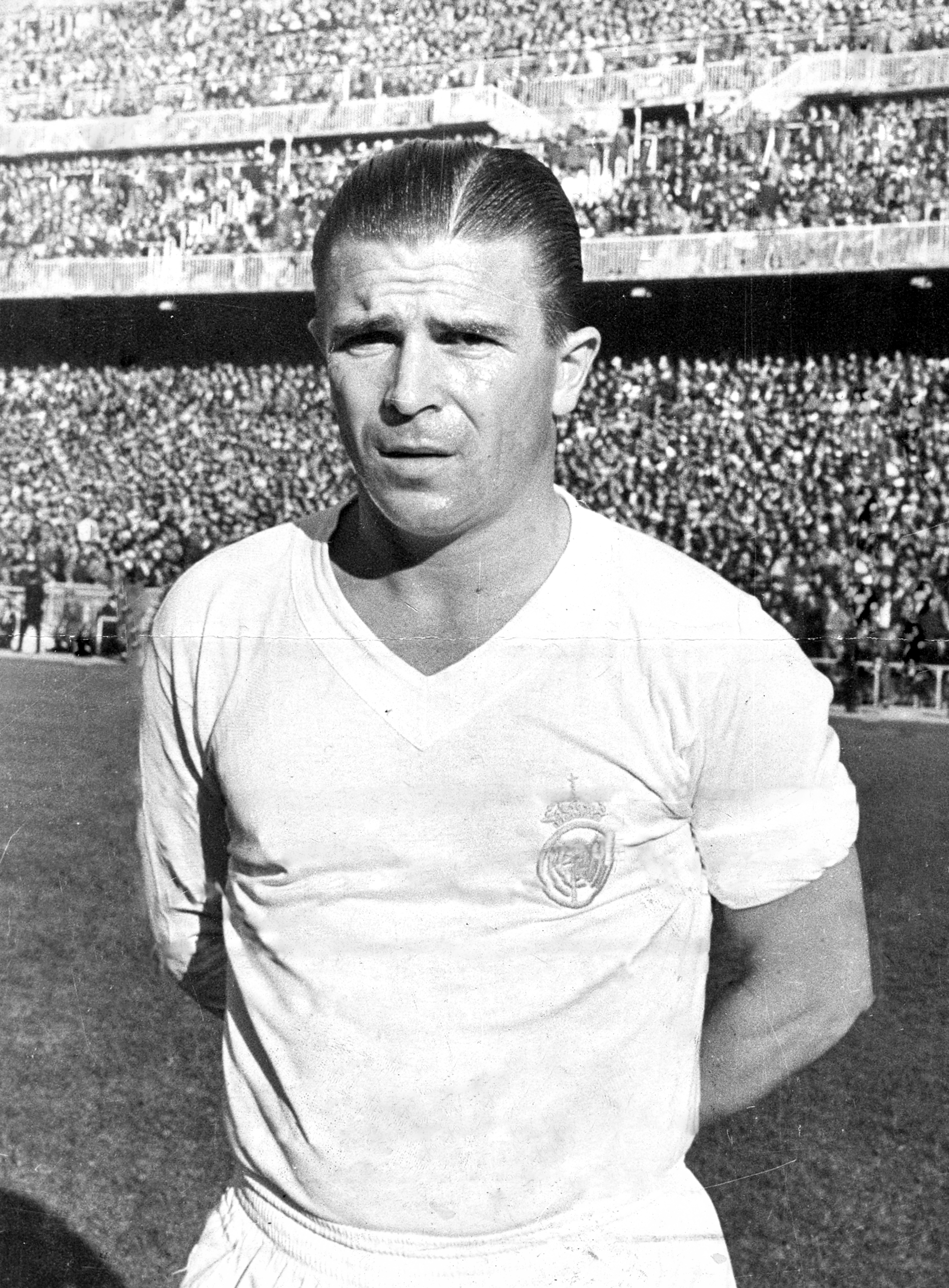
پوشکاش در لباس رئال مادرید

پوشکاش پس از هونوِد و به دنبال انقلاب ۱۹۵۶ فوتبال باشگاهی را در اسپانیا ادامه داد و در ۳۱سالگی در سال ۱۹۵۸ به رئال مادرید پیوست. پوشکاش در اولین فصل حضور در لالیگا ۴ بار هت-تریک کرد و رکورد دیگری به نام خود ثبت کرد. پوشکاش در مدت حضور خود در رئال مادرید، موفق شد با این تیم ۵ عنوان قهرمانی در لالیگا، یک قهرمانی در جام حذفی، ۳قهرمانی در جام‌های اروپایی و یک قهرمانی در رقابت‌های بین‌قاره‌ای به دست آورد. پس از این دستاوردها، او را به تیم ملی فوتبال اسپانیا دعوت کردند و او در جام جهانی۱۹۶۲ برای تیم ملی اسپانیا به میدان رفت ولی موفق نشد هیچ گلی به ثمر برساند. پس از بازنشستگی در سال ۱۹۶۶ او برای چندین سال به مربیگری پرداخت. پوشکاش در سال ۱۹۷۱ به مربیگری پاناتینایکوس انتخاب شد و توانست آن را به فینال جام ملت‌های اروپا برساند.

## آمار ملی
| سال   | بازی | گل |
| ----- | ---- | -- |
| ۱۹۴۵  | ۲    | ۳  |
| ۱۹۴۶  | ۳    | ۳  |
| ۱۹۴۷  | ۵    | ۵  |
| ۱۹۴۸  | ۶    | ۷  |
| ۱۹۴۹  | ۸    | ۱۱ |
| ۱۹۵۰  | ۶    | ۱۲ |
| ۱۹۵۱  | ۳    | ۴  |
| ۱۹۵۲  | ۱۲   | ۱۰ |
| ۱۹۵۳  | ۷    | ۶  |
| ۱۹۵۴  | ۱۱   | ۸  |
| ۱۹۵۵  | ۱۲   | ۱۰ |
| ۱۹۵۶  | ۹    | ۴  |
| مجموع | ۸۵   | ۸۴ |

## درگذشت
فرنتس پوشکاش، در ۱۷ نوامبر ۲۰۰۶ در بیمارستانی در بوداپست به علت عارضه قلبی و عروقی و مشکلات تنفسی در سن ۷۹ سالگی درگذشت.

## افتخارات
در سال ۲۰۰۲ ورزشگاه نِپ اشتادیون (مجاری: Népstadion، ورزشگاه ملت) بوداپست به افتخار پوشکاش به ورزشگاه فرنتس پوشکاش تغییر نام پیدا کرد. در۲۰ اکتبر ۲۰۰۹ جایزهٔ بین‌المللی پوشکاش فیفا به افتخار او تعیین شد که به بهترین گلزنهای جهان تعلق می‌گیرد. اولین برنده این جایزه کریستیانو رونالدو بود که در تاریخ ۲۱ دسامبر ۲۰۰۹ موفق به گرفتن آن گردید.

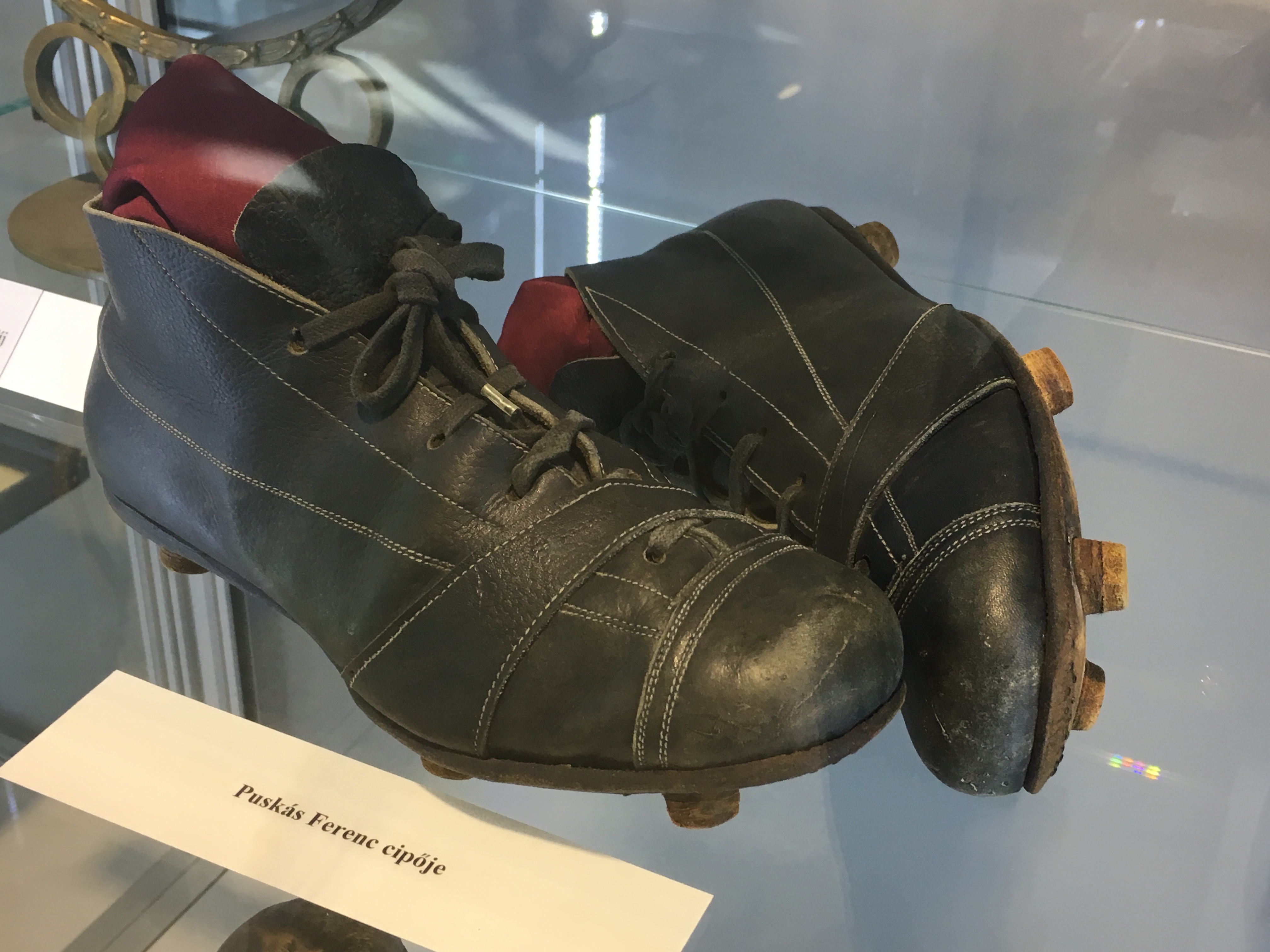
یک جفت کفش پوشکاش در موزهٔ المپیک و ورزش مجاری
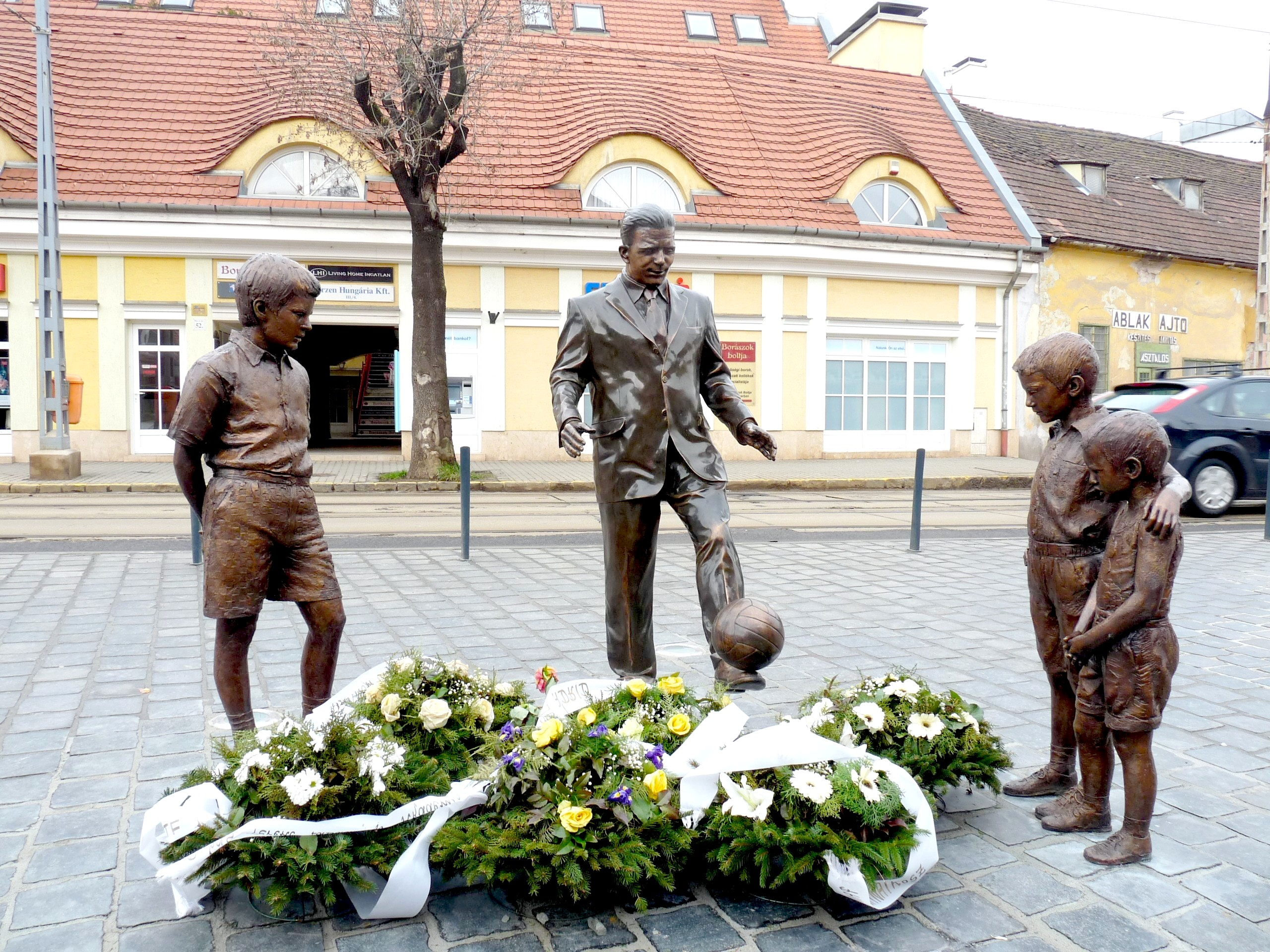
مجسمه پوشکاش-در اُبودا، بوداپست. الهام گرفته از عکسی در مادرید که بازیکن اسطوره ای تیم طلایی با کت و شلوار برای کودکان در خیابان روپایی می‌زند.

### باشگاه
- بوداپست هونود
  - لیگ دسته اول فوتبال مجارستان: ۱۹۴۹/۵۰، ۱۹۵۰، ۱۹۵۲، ۱۹۵۴، ۱۹۵۵
- رئال مادرید
  - لا لیگا: ‎۱۹۶۰–۶۱، ‎۱۹۶۱–۶۲، ‎۱۹۶۲–۶۳، ‎۱۹۶۳–۶۴، ‎۱۹۶۴–۶۵
  - کوپا دل ری: ‎۱۹۶۱–۱۹۶۲
  - لیگ قهرمانان اروپا: ۵۹–۱۹۵۸, ۶۰–۱۹۵۹, ۶۶–۱۹۶۵
  - جام بین قاره‌ای: ۱۹۶۰

### ملی
- تیم ملی فوتبال مجارستان
  - جام بالکان: ۱۹۴۷
  - بازی‌های المپیک تابستانی: ۱۹۵۲
  - مسابقات فوتبال اروپای مرکزی: ۱۹۵۳
  - جام جهانی فوتبال ۱۹۵۴ نایب قهرمان: ۱۹۵۴

### مربی
- پاناتینایکوس
  - سوپر لیگ فوتبال یونان: ‎۱۹۶۹–۷۰، ‎۱۹۷۱–۷۲
  - لیگ قهرمانان اروپا-جام حذفی ۷۱–۱۹۷۰
- سول ده آمریکا
  - لیگ برتر پاراگوئه: ۱۹۸۶
- ساوت ملبورن هِلاس
  - لیگ ملی فوتبال: ‎۱۹۹۰–۹۱
  - جام ان‌ال‌اس: ‎۱۹۸۹–۹۰
  - جام دوکرتی: ۱۹۸۹ و ۱۹۹۱

## یادداشت
1. ↑  در سال ۱۹۵۰ نام باشگاه از کیش‌پشت تغییر کرد.
2. ↑  نامی که با آن در ایران شناخته می‌شود.
3. ↑  نام در زبان مجاری.